# 몰도바인
몰도바인(루마니아어: moldoveni, 러시아어: Молдава́не)은 몰도바에 거주하는 동로망스계 민족이다. 몰도바 외에 우크라이나, 러시아, 카자흐스탄, 벨라루스, 키르기스스탄, 루마니아에 그들은 루마니아어를 사용합니다. 거주하는. 루마니아인과 몰도바인은 민족적, 정치적, 문화적으로 서로 같은 민족이다. 하지만, 국적이 다르기 때문에 모두 같다고는 할 수 없다.

## 우크라이나의 몰도바인
2001년에 우크라이나에 거주하는 몰도바인은 25만8,619명으로 0,53 %를 차지했다. 대부분이 체르니우치주와 오데사주에 거주한다.
| 주                     | 인구  | %       |
| ---------------------- | ----- | ------- |
| 크림 자치 공화국       | 3,7   | 0,2 %   |
| 빈니차주               | 2,9   | 0,1 %   |
| 드니프로페트로우스크주 | 4,4   | 0,12 %  |
| 도네츠크주             | 7,2   | 0,15 %  |
| 지토미르주             | 1,4   | 0,1 %   |
| 자포리자주             | 1,5   | 0,1 %   |
| 이바노프란키우스크주   | 0,6   | < 0,1 % |
| 키예프주               | 1,5   | 0,1 %   |
| 키로보흐라드주         | 8,2   | 0,7 %   |
| 루한스크주             | 3,3   | 0,1 %   |
| 미콜라이우주           | 13,2  | 1,0 %   |
| 오데사주               | 123,8 | 5,0 %   |
| 폴타바주               | 2,5   | 0,2 %   |
| 리우네주               | 0,4   | 0,03 %  |
| 수미주                 | 0,8   | 0,1 %   |
| 하르키우주             | 2,5   | 0,09 %  |
| 헤르손주               | 4,2   | 0,4 %   |
| 체르카시주             | 1,6   | 0,1 %   |
| 체르니우치주           | 67,2  | 7,3 %   |
| 키예프                 | 1,9   | 0,1 %   |
| 세바스토폴             | 0,8   | 0,2 %   |

## 러시아의 몰도바인
2002년에 러시아에 거주하는 몰도바인은 17,2330명이다. 러시아어를 대부분 사용한다(99,05 %).
| 주                  | 인구   |
| ------------------- | ------ |
| 모스크바주          | 10 418 |
| 로스토프주          | 7 599  |
| 크라스노다르 크라이 | 6 537  |

### 크라스노다르 크라이
크라스노다르 크라이에 거주하는 몰도바인들은 19세기중반에 거주하기 시작했다. 주로 크림스키 군, 아납스키 군, 세베르스키 군, 투압신스키 군에 거주한다. 1989년에 이곳 몰도바인 인구는 7439명이었다. 하지만 1999년조사에선 8684명으로 조사되었다.

## 카자흐스탄의 몰도바인
| 연도 | 인구 | %     |
| ---- | ---- | ----- |
| 1959 | 15   | 0,2 % |
| 1970 | 26   | 0,2 % |
| 1979 | 30   | 0,2 % |
| 1989 | 33   | 0,2 % |

## 벨라루스의 몰도바인
| 연도 | 인구 | %      |
| ---- | ---- | ------ |
| 1970 | 1,8  | 0,02 % |
| 1979 | 2,9  | 0,03 % |
| 1989 | 5,0  | 0,05 % |
| 1999 | 4,3  | 0,04 % |

## 키르기스스탄의 몰도바인
| 연도 | 인구 | %      |
| ---- | ---- | ------ |
| 1959 | 12   | 0,17 % |
| 1970 | 23   | 0,17 % |
| 1979 | 27   | 0,17 % |
| 1989 | 30   | 0,17 % |

## 같이 보기
- 민족 형성
- 루마니아와 몰도바의 통일